# Бурдо (Дром)
Бурдо (фр. Bourdeaux) насеље је и општина у источној Француској у региону Рона-Алпи, у департману Дром која припада префектури Ди.
По подацима из 2011. године у општини је живело 616 становника, а густина насељености је износила 26,66 становника/km². Општина се простире на површини од 23,11 km². Налази се на средњој надморској висини од 407 метара (максималној 1.410 m, а минималној 377 m).

## Демографија
| 1962. | 1968. | 1975. | 1982. | 1990. | 1999. | 2011. |
| ----- | ----- | ----- | ----- | ----- | ----- | ----- |
| 487   | 550   | 536   | 578   | 562   | 563   | 616   |

График промене броја становника у току последњих година